# BAKI (ヒップホップ)
BAKI（バキ、1984年5月24日 本名：茨木 雄二朗）は、大阪府出身のヒップホップアーティスト。所属レコード会社は日本クラウン(playlist zero)。

## 来歴・人物
関西大学北陽高等学校出身で同校の野球部に所属していた。
ヒップホップグループのライマイマーを経て2006年、ソロアーティスト、BAKIとして活動を開始する。2007年2月に発売された『UNITED OSAKA episode 1』、2007年8月発売の『UNITED OSAKA episode 2』、2008年11月発売の『UNITED OSAKA episode 3』のコンピレーションに参加。『UNITED OSAKA episode 3』に収録された「あなた」がネット上などで話題になり、2009年3月にメジャーデビュー。
同じ大阪出身のウエイストやナイス橋本、ライマイマーのメンバーでもある双音家、笑い飯（PVにも出演）らと親交があり、松一家にも参加している。また、平安時代に京都を荒し回ったとされている茨木童子（いばらきどうじ）の子孫とも言われている。

## ディスコグラフィ

### ミニアルバム
- あなた - （2009年3月4日）
  1. あなた
  2. ずっとそばに
  3. 絶好調!!
  4. トモシビ
  5. Start
  6. <bonus track> あなた feat.上原奈美

- 心配せんでも大丈夫!! - （2009年8月5日）
  1. チェリー
  2. 歩いていこう
  3. MUSIC
  4. 君のとなり
  5. ゴールデン
  6. 好きやねん

- 夢見通り - （2014年2月5日）
  1. 夢見通り
  2. 愛に出逢えて
  3. Inspiration (feat. YUMI, HiDEX)
  4. 今しかない
  5. なんかYEAH -PAV SQUAD REMIX-ルデン
  6. 365日会いたいなんて思わないだけど...
  7. TOP RUNNER
  8. 浮かれた季節 (feat. YOSROMANTIC)
  9. She Say Goodbye
  10. 街のあかり

### シングル
- 大阪で生まれた女 feat.RSP(Ai) - （2010年2月3日）
  1. 大阪で生まれた女 feat.RSP(Ai)
  2. 花
  3. ファイティングポーズ
  4. 大阪で生まれた女 feat.RSP(Ai) （instrumental）
  5. 花 （instrumental）
  6. ファイティングポーズ （instrumental）

### 参加作品
- 2007年 UNITED OSAKA episode 1（「大阪イエロー」収録　FLLC-001）
- 2007年 UNITED OSAKA episode 2（「Life」収録　FLLC-002）
- 2008年 UNITED OSAKA episode 3（「あなた」収録　FLLC-007）
- 2010年 NxCx（「労働基準法」・「CRAZY(recipe REMIX)」収録　MNGM-1003）